# 硫磺杜鹃
硫磺杜鹃（学名：Rhododendron sulfureum）为杜鹃花科杜鹃花属下的一个种。

## 扩展阅读
維基物種上的相關：硫磺杜鹃